# Giacometti Péron & Associés
Giacometti Péron & Associés est un cabinet de conseil en communication créé en 2008 par Pierre Giacometti et Alain Péron, deux anciens employés de l'institut de sondage Ipsos. En 2011, ils sont rejoints par Anne-Laurence Schiepan (ex vice-présidence d'Euro RSCG C&O). Ils ont de nombreux contrats avec des personnalités du monde politique, ou des entreprises du CAC40 ; la société a notamment travaillé pour Guillaume Pepy (SNCF), pour la Présidence de la République sous Nicolas Sarkozy.
La société Giacometti Péron & Associés a été nommée dans l'instruction menée sur l'affaire des sondages de l'Élysée (2007-2012). Dans le cadre de cette affaire, son fondateur Pierre Giacometti, ami du Président Nicolas Sarkozy, a été mis en examen pour recel de favoritisme.
En 2016, pour s'éloigner de la mauvaise réputation occasionnée par ces affaires judiciaires, le cabinet Giacometti Péron & Associés se rebaptise No Com.